# Селіна (Теннессі)
Селіна (англ. Celina) — місто (англ. city) в США, в окрузі Клей штату Теннессі. Населення — 1422 особи (2020).

## Географія
Селіна розташована за координатами 36°32′51″ пн. ш. 85°30′14″ зх. д. / 36.54750° пн. ш. 85.50389° зх. д. (36.547611, -85.503754).  За даними Бюро перепису населення США в 2010 році місто мало площу 4,39 км², з яких 4,39 км² — суходіл та 0,00 км² — водойми. В 2017 році площа становила 4,77 км², з яких 4,77 км² — суходіл та 0,00 км² — водойми.

## Демографія
Згідно з переписом 2010 року, у місті мешкало 1495 осіб у 649 домогосподарствах у складі 383 родин. Густота населення становила 340 осіб/км².  Було 748 помешкань (170/км²).
Расовий склад населення:
| - 96,3 % — білих - 1,3 % — чорних або афроамериканців - 0,3 % — корінних американців - 0,1 % — азіатів - 1,0 % — осіб інших рас |

До двох чи більше рас належало 1,1 %. Частка іспаномовних становила 3,1 % від усіх жителів.
За віковим діапазоном населення розподілялося таким чином: 21,3 % — особи молодші 18 років, 56,2 % — особи у віці 18—64 років, 22,5 % — особи у віці 65 років та старші. Медіана віку мешканця становила 45,2 року. На 100 осіб жіночої статі у місті припадало 93,2 чоловіків;  на 100 жінок у віці від 18 років та старших — 89,7 чоловіків також старших 18 років.
Середній дохід на одне домашнє господарство  становив 33 766 доларів США (медіана — 19 913), а середній дохід на одну сім'ю — 45 739 доларів (медіана — 31 438). Медіана доходів становила 39 286 доларів для чоловіків та 28 438 доларів для жінок. За межею бідності перебувало 34,6 % осіб, у тому числі 37,2 % дітей у віці до 18 років та 18,9 % осіб у віці 65 років та старших.
Цивільне працевлаштоване населення становило 459 осіб. Основні галузі зайнятості: освіта, охорона здоров'я та соціальна допомога — 25,5 %, виробництво — 16,6 %, роздрібна торгівля — 11,5 %, будівництво — 10,5 %.